# مدل توبیت
مدل توبیت یک مدل آماری برای داده‌های پنل می‌باشد که توسط James Tobin در سال ۱۹۵۸ برای توصیف رابطهٔ بین یک متغیر وابسته غیر منفی مانند {\displaystyle y_{i}} و متغیرهای مستقل {\displaystyle x_{i}} ایجاد شده‌است. در این مدل در نظر گرفته می‌شود که یک متغیر latent یا غیرقابل مشاهده مانند {\displaystyle {y_{i}}^{*}} در مدل وجود دارد که این متغیر به شکل خطی به متغیر {\displaystyle x_{i}} وابسته است.
بنابراین رابطهٔ زیر را داریم:

{\displaystyle y_{it}^{*}={\acute {x}}_{it}\beta +{\alpha _{i}}+\epsilon _{it}}

متغیر {\displaystyle y_{i}} برابر متغیر غیرقابل مشاهده خواهد بود هرجا که این متغیر بیشتر از صفر باشد و در غیر این صورت برابر صفر خواهد بود. یعنی داریم:

{\displaystyle y_{it}=y_{it}^{*}} اگر {\displaystyle y_{it}^{*}=0}

{\displaystyle y_{it}=0} اگر {\displaystyle y_{it}^{*}\leq 0}

اگر در این مدل ضریب را مانند آنچه در رگرسیون معمولی تفسیر می‌کنیم (یعنی میزان تأثیر متغیر مستقل بر متغیر وابسته) در نظر بگیریم، دچار اشتباه شده ایم. در عوض باید آن را با ترکیب دو مفهوم زیر تفسیر کنیم:
1. میزان تغییرات متغیر وابسته وقتی بیشتر از حد پایین است، با وزن احتمال بیشتر بودن از حد پایین
2. احتمال بیشتر بودن از حد پایین با وزن مقدار مورد انتظار متغیر وابسته وقتی بیشتر از حد پایین است.

فرض‌های معمول مدل اثر متغیر یا random effect را بر این مدل اعمال می‌کنیم. یعنی در نظر می‌گیریم که {\displaystyle \alpha _{i},\epsilon _{it}} توزیع مستقل نرمال دارند که مستقل از مقادیر x است و میانگین صفر و واریانس‌های به ترتیب برابر {\displaystyle \sigma _{\epsilon }^{2}} و {\displaystyle \sigma _{\alpha }^{2}} را دارند.

در صورتی که {\displaystyle \beta } را در مدلی که {\displaystyle y_{i}} روی{\displaystyle x_{i}} رگرس شده‌است، از طریق روش حداقل مربعات معمول تخمین بزنیم، تخمین گر مربوطه نا سازگار خواهد بود. تاکشی آمیمیا در سال ۱۹۷۳ نشان داد که تخمین گر حداکثر راست نمایی برای مدل توبی سازگار است.

در صورتی که f را تابع چگالی احتمال در نظر بگیریم، تابع راست نمایی می‌تواند به صورت رابطه زیر نوشته شود:
{\displaystyle f(y_{i1},...,y_{iT}|x_{i1},...,x_{iT})=\int _{-\infty }^{+\infty }\pi f(y_{it}|x_{it},\alpha _{i},\beta )f(\alpha _{i})d\alpha _{i}}

به شکلی که {\displaystyle f(\alpha _{i})} از رابطه زیر حاصل می‌شود:

{\displaystyle f(\alpha _{i})={\frac {1}{\sqrt {2\pi \sigma _{\alpha }^{2}}}}exp\{-{\frac {1}{2}}{\frac {\alpha _{i}^{2}}{\sigma _{\alpha }^{2}}}\}}

و {\displaystyle f(y_{it}|x_{it},\alpha _{i},\beta )}
از روابط زیر حاصل می‌شود. اگر {\displaystyle y_{it}>0} برابر خواهد بود با:

{\displaystyle f(y_{it}|x_{it},\alpha _{i},\beta )={\frac {1}{\sqrt {2\pi \sigma _{\epsilon }^{2}}}}exp\{-{\frac {1}{2}}{\frac {{(y_{it}-{\acute {x}}_{it}-\alpha _{i})}^{2}}{\sigma _{\epsilon }^{2}}}\}}

و در صورتی که {\displaystyle y_{it}=0} برابر خواهد بود با:

{\displaystyle 1-\Phi ({\frac {{\acute {x}}_{it}\beta +\alpha _{i}}{\sigma _{\epsilon }}})}

این دو رابطه مشابه روابط راست نمایی مدل cross section می‌باشد . تنها تفاوت وجود {\displaystyle \alpha _{i}} در میانگین شرطی است.